# 普罗维登斯 (肯塔基州)
普罗维登斯（英語：Providence），是美国肯塔基州的一座城市。建立于1828年，面积约为15.8平方公里（6.1平方英里）。根据2010年美国人口普查，该市的人口为3,193人。